# Morong (Rizal)
Morong è una municipalità di terza classe delle Filippine, situata nella Provincia di Rizal, nella regione di Calabarzon.
Morong è formata da 8 baranggay:
- Bombongan
- Can-Cal-Lan (Caniogan-Calero-Lanang)
- Lagundi
- Maybancal
- San Guillermo
- San Jose (Pob.)
- San Juan (Pob.)
- San Pedro (Pob.)